# Praça da Sé
La Praça da Sé (en español Plaza de la Sede) es un espacio verde de la ciudad de São Paulo, considerado como el centro geográfico de la ciudad, donde se localiza el kilómetro cero del municipio, a partir del cual se cuentan las distancias de todas las carreteras que parten de São Paulo. Considerada casi como un sinónimo del Centro Viejo, la plaza es uno de los lugares más conocidos de la ciudad y fue escenario de muchos eventos importantes en la historia de Brasil, como el comicio de las Diretas Já. El nombre se debe a que la plaza se encuentra frente a la Catedral Metropolitana de São Paulo, conocida como Catedral da Sé.

## Historia

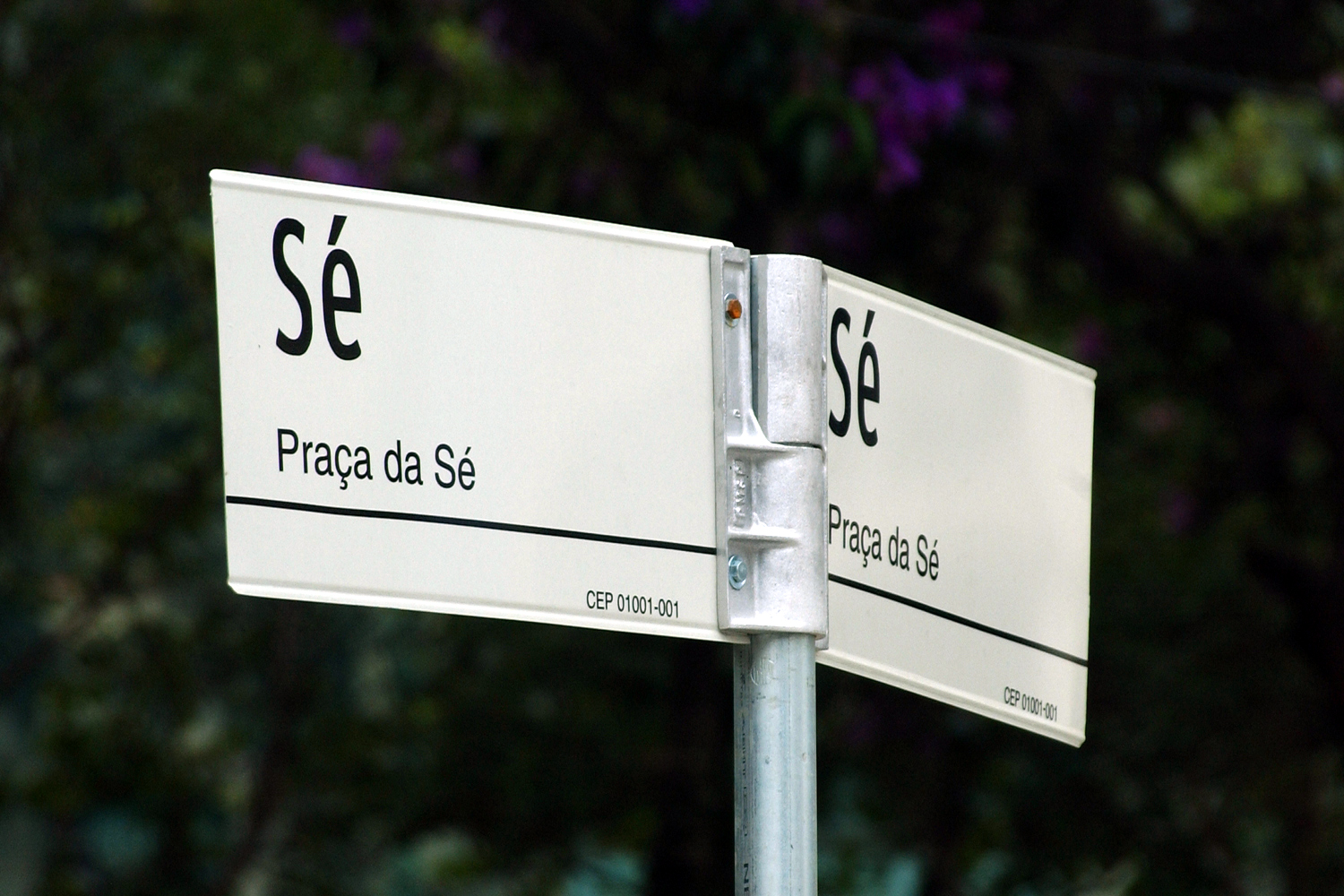
Cartel con la nomenclatura de la plaza.

Originalmente conocida como Largo da Sé, la plaza se desarrolló a partir de la construcción, durante el período colonial, de la Igreja Matriz del municipio (sustituida por la actual Catedral Metropolitana de São Paulo en el siglo XX) y de una serie de edificios a su alrededor. A principios del siglo XX, sin embargo, con la demolición de varios de los edificios originales, las obras de embellecimiento urbano y las alteraciones en el sistema vial, la plaza se transformó, permaneciendo de este modo hasta la segunda mitad del siglo.

### Década de 1970
La plaza actual es resultado de un proyecto paisajístico llevado a cabo en la década de 1970 por un grupo de profesionales del gobierno de la ciudad de São Paulo, liderados por el arquitecto José Eduardo de Assis Lefèvre. Para ampliar la red de Metro de São Paulo, se estaba construyendo una estación en el lugar, y era necesario demoler toda una manzana, alterando radicalmente la plaza.
El grupo de arquitectos fue influenciado por los proyectos paisajísticos que estaban llevándose a cabo en esa época en la Costa Oeste de Estados Unidos, en especial los del paisajista Lawrence Halprin, caracterizados por um geometrismo riguroso y por el dominio del terreno a través de un juego de descansillos, espejos de agua o fuentes y volúmenes prismáticos de tierra. Estas características aparecen íntegramente en el proyecto final, lo que generó críticas de algunos especialistas que vieron en los espejos de agua y en el tipo de vegetación utilizado un incentivo a la permanencia de personas sin techo en el lugar.

### Reforma
La plaza pasó por una profunda reforma durante el año 2006, siendo parcialmente inaugurada el 25 de enero del año siguiente, en la fecha aniversario de la ciudad, por el prefecto Gilberto Kassab. Tal reforma, sin embargo, fue criticada por entidades defensoras del derecho a la vivienda y por los sin techo de São Paulo, pues según ellos, focalizaba recursos para una reformacon un carácter de higienismo social expreso, por la instalación de dispositivos anti-mendigos y que expulsaba del Centro de São Paulo a la población de más baja renta. Tales medidas formarían parte, según esta visión, de una política iniciada en la gestión de José Serra asociada a una supuesta gentrificación de dicha región de la ciudad, la cual ha sido duramente criticada por defensores de los derechos civiles.
La reforma se caracterizó por la reestructuración de los canteros, por la mayor integración entre las esculturas presentes en el lugar y los transeúntes y por la introducción de pasarelas sobre los espejos de agua.